# Atsushi Abe
Atsushi Abe (阿部 敦 Abe Atsushi?,  Ashikaga, Prefectura de Tochigi, 25 de marzo de 1981) es un actor de voz japonés, afiliado a Ken Production. Algunos de sus papeles más destacados incluyen el de Toma Kamijo en To Aru Majutsu no Index/Toaru Kagaku no Rērugan, Kukai Soma en Shugo Chara!, Moritaka Mashiro en Bakuman, Takashi Kosuda en B Gata H Kei, Koichi Sakakibara en Another y Ren Suzugamori en Cardfight!! Vanguard.

## Filmografía

### Anime
2006
- Coyote Ragtime Show como Alex.

2007
- Shugo Chara! como Kukai Souma.

2008
- Shigofumi: Stories of Last Letter como Tooru Kotake.
- Shugo Chara!! Doki como Kukai Souma.
- To Aru Majutsu no Index como Touma Kamijou.

2009
- Guin Saga como Marius.
- Slap Up Party: Arad Senki como Kadin.
- Tatakau Shisho como Rithly Charon.
- Yumeiro Patissiere como Morris y Reiya Shima.

2010
- B Gata H Kei como Takashi Kosuda.
- Bakuman como Moritaka Mashiro.
- Beyblade: Metal Masters como Zeo Abyss.
- Densetsu no Yūsha no Densetsu como Moe Velariore.
- Kaichō wa Maid-sama! como Hinata Shintani.
- Katanagatari como Kazune Yasuri.
- Motto To Love-Ru como Yuu Kotegawa.
- Sekirei ~Pure Engagement~ como Kouji Takano.
- Tegami Bachi REVERSE como Kamyu.

2011
- Blood-C como Itsuki Tomofusa.
- Cardfight!! Vanguard como Mark-sensei y Ren Suzugamori.
- Gosick como Ambrose.
- Justeen como Taiga Amakake.
- Last Exile: Fam, el Silver Wing como Heine.
- Supernatural: The Animation como Dean (joven).
- To Aru Majutsu no Index como Touma Kamijou.
- X-Men como Takeo Sasaki.

2012
- Another como Kōichi Sakakibara.
- Cardfight!! Vanguard: Asia Circuit Hen como Mark-sensei y Ren Suzugamori.
- Hagure Yūsha no Estetica como Motoharu Kaidō.
- Hyōka como Tomohiro Haba.
- Initial D: Fifth Stage como Shinji Inui.
- Phi Brain: Kami no Puzzle 2 como NO.
- To Love-Ru Darkness como Yuu Kotegawa.
- Tonari no Kaibutsu-kun como Mapo.

2013
- Cardfight!! Vanguard: Link Joker Hen como Mark-sensei y Ren Suzugamori.
- Yowamushi Pedal como Touichirou Izumida.

2014
- Cardfight!! Vanguard: Legion Mate-Hen como Ren Suzugamori.

2015
- Daiya no Ace: Second Season como Kento Fukui.
- Danchigai como Haruki Nakano.
- Go! Princess PreCure como Yuki Aihara.
- Gunslinger Stratos: The Animation como Tohru Kazasumi.

2016
- Kakuchō Shōjo-Kei Trinary como Hikaru Amori.[2][3]
- Mayoiga como Judgment of Freeze.
- Dagashi Kashi como Kokonotsu Shikada

2017
- Boruto: Naruto Next Generations como Inojin Yamanaka.[4]
- Chaos;Child como Masashi Kawahara.
- Dream Festival! R como Chikage Saotome.
- Fate/Extra Last Encore como Hakuno Kishinami.
- Idolish 7 como Sōgo Ōsaka.
- Yowamushi Pedal: New Generation como Tōichirō Izumida.

2018
- Isekai Izakaya: Koto Aitheria no Izakaya Nobu como Hans
- Idolish7 como Sogo Osaka
- Hinomaru Zumou como Ushio Hinomaru
- Toaru Majutsu no Index III como Touma Kamiyou

2020
- Princess Connect! Re:Dive como Yuuki

### OVAs
2009
- Anata dake Konban wa como Takuya.
- Saint Seiya: The Lost Canvas - Hades Mythology como Yato de Unicornio.

2010
- Halo Legends (Homecoming) como Joseph.
- Megane na Kanojo como Tōru Tanaka.
- To Aru Kagaku no Railgun EX como Touma Kamijou.

2012
- To Love-Ru Darkness como Yuu Kotegawa.

2013
- Niji-iro Prism Girl como Yuuki Arisugawa.

### ONAs
2008
- Xam'd: Lost Memories como Akiyuki Takehara.

2016
- Whistle! como Seiji Fujishiro.

### Películas
2012
- Blood-C como Itsuki Tomofusa.
- Fuse Teppō Musume no Torimonochō como Kōjō.
- Smile PreCure! Ehon no naka wa minna chiguhagu! como Momotarō.

2013
- To Aru Majutsu no Index como Touma Kamijou.

2014
- Gekijōban Cardfight!! Vanguard como Ren Suzugamori.
- Yowamushi Pedal Re:RIDE como Touichirou Izumida.

2015
- Boruto: Naruto the Movie como Inojin Yamanaka.
- Yowamushi Pedal como Touichirou Izumida.
- Yowamushi Pedal Re: ROAD como Touichirou Izumida.

### CD dramas
- VOID: Le Beau Soundtrack Drama CD VOID
- Yandere Heaven Vol. 6 como Ayumu
- Yowamushi Pedal: GRANDE ROAD Mini Drama CD "SIDE ROAD4" como Touichirou Izumida

### Vomics
- CRASH! como Kazuhiko Midorikawa.
- Kuroko no Basuke como Shinji Koganei.
- MOMO como Nanagi.

### Videojuegos
- A Certain Magical Index como Touma Kamijou.
- Augmented Reality Girls Trinary (rol sin confirmar).[5]
- Blaze Union: Story to Reach the Future como Inzaghi.
- Chaos;Child como Masashi Kawahara.
- Dengeki Bunko Fighting Climax como Touma Kamijou.
- Dengeki Gakuen RPG: Cross of Venus como Touma Kamijou.
- Fallout 3 como Derek Pacion.
- Frontier Gate Boost+ como Aretio.
- Gunslinger Stratos como Tohru Kazasumi.
- Gunslinger Stratos 2 como Tohru Kazasumi.
- Harukanaru Toki no Naka de 6 como Kohaku.
- Idolish7 como Sogo Osaka.
- Kakuchō Shōjo-Kei Trinary como Hikaru Amori.[2][3]
- Koibana Days: Pure Flower Garden como Chihiro Suzumiya.
- Norn9: Last Era como Sorata Suzuhara.
- Norn9: Var Commons como Sorata Suzuhara.
- Ray Gigant como Ichiya Amakaze.
- Shin Megami Tensei: Devil Survivor Overclocked como Atsuro Kihara.
- Shugo Chara!: Tres huevos y el Joker del amor como Kukai Souma.
- Shugo Chara! Norinori! Rápida transformación de personalidad♪ como Kukai Souma.
- Star Fox 64 3D como ROB 64, Andrew Oikonny y Bill Grey.
- Stella Glow como Alto.
- Suikoden Tierkreis como Taj.
- Tokyo Xanadu como Ryota Ibuki.
- To Aru Kagaku no Railgun como Touma Kamijou.
- To Aru Majutsu to Kagaku no Ensemble como Touma Kamijou.
- Transformación de Personalidad arcoíris de Amu como Kukai Souma.
- Trinity Universe como Recit.

### Doblaje
- Astro Boy como Zane.
- Harvey Beaks como Dade.

## Animación
- Vandread: Arte de fondo (episodio 7).